# Kirsten Dunst
Kirsten Caroline Dunst (Point Pleasant, Nueva Jersey, 30 de abril de 1982) es una actriz estadounidense. También ha realizado incursiones como cantante, modelo y productora de cine. Debutó en el medio cinematográfico con Oedipus Wrecks, un cortometraje de Woody Allen perteneciente a la antología cinematográfica Historias de Nueva York (1989). A los doce años fue reconocida por su interpretación de la vampiresa Claudia en Entrevista con el vampiro (1994), papel por el cual fue nominada al Globo de Oro como mejor actriz de reparto. Ese mismo año actuó en la película Mujercitas, lo que contribuyó al aumento de su popularidad. Alcanzó la fama internacional con su participación en la trilogía de Spider-Man, en la cual interpretó a Mary Jane Watson, y por su actuación en la primera entrega recibió el Premio Empire a la mejor actriz. Por este papel fue nominada a galardones como el Premio MTV. Desde entonces ha aparecido en películas como la comedia romántica Wimbledon (2004), el drama de ciencia ficción Eternal Sunshine of the Spotless Mind (2004) y la tragicomedia de Cameron Crowe Elizabethtown (2005). Además, desempeñó el papel protagónico en Marie Antoinette (2006), dirigida por Sofia Coppola, y protagonizó la comedia How to Lose Friends & Alienate People (2008).
En 2001, la actriz hizo su debut como cantante en el filme Get Over It, en el cual interpretó dos canciones. También contribuyó con la melodía de jazz After You've Gone para los créditos finales del filme The Cat's Meow (2001). A principios de 2008, Dunst confirmó que padecía de depresión y que asistía a un centro de tratamiento, pero en marzo experimentó mejoría y reanudó su carrera artística.
En 2011, Dunst interpretó a una recién casada deprimida en el drama de ciencia ficción de Lars von Trier, Melancolía, que le valió el premio a la Mejor Actriz del Festival de Cine de Cannes. En 2015, interpretó a Peggy Blumquist en la segunda temporada de la serie de FX, Fargo, que le valió a Dunst una nominación al premio Primetime Emmy. Luego tuvo un papel secundario en la película Hidden Figures (2016) y protagonistas en The Beguiled (2017), y la serie de comedia negra On Becoming a God in Central Florida (2019), por la que recibió una tercera nominación al Globo de Oro. En 2021 tuvo un papel principal en The Power of the Dog de Jane Campion en la cual recibió una nominación en los Premios Oscar a la mejor actriz de reparto.

## Primeros años y familia
Nació en Point Pleasant, Nueva Jersey, siendo sus padres Klaus Dunst, alemán originario de Hamburgo, e Inez (de soltera Rupprecht) Dunst, estadounidense. Asimismo, tiene un hermano menor, Christian, nacido en 1987. Su padre trabajó como ejecutivo de servicios médicos, mientras que su madre era una artista y a su vez dueña de una galería. Tiene ascendencia alemana por parte de ambos padres, y también sueca del lado materno.
Hasta los seis años de edad vivió en Nueva Jersey, donde asistió a la escuela Ranney School antes de mudarse con su madre y hermano a Los Ángeles, California en 1991. En 1995, su madre pidió el divorcio. Al año siguiente empezó a asistir a la escuela de Notre Dame, una secundaria privada y católica de Los Ángeles. Después de graduarse en la escuela continuó su carrera como actriz, iniciada a la edad de ocho años. Cuando era joven, tuvo dificultad para afrontar su creciente fama y por un tiempo culpó a su madre por presionarla para actuar siendo apenas una niña pequeña. Sin embargo, después expresó que su madre «...siempre tuvo las mejores intenciones para ella». Cuando se le preguntó si se arrepentía de la manera en que había vivido su infancia, dijo: «Bueno, no es una manera natural de crecer, pero es la manera en que crecí y nunca la cambiaría. Tengo mis cosas para trabajar [...] no pienso que cualquiera puede sentarse a pensar y decir que 'Mi vida es más jodida que la tuya'. Toda persona tiene sus problemas».

## Carrera

### Primeros trabajos (1988–1993)
Dunst empezó su carrera a los tres años de edad como modelo en comerciales de televisión, llegando a firmar contratos con Ford Models y Elite Model Management. En 1988, apareció en Saturday Night Live como la nieta de George H. W. Bush. A los ocho hizo su debut en el cine con un papel menor en Oedipus Wrecks, un cortometraje dirigido por Woody Allen que se estrenó como la tercera parte de la antología New York Stories (Historias de Nueva York) (1989). Poco después interpretó un pequeño rol en The Bonfire of the Vanities (1990), como la hija de Tom Hanks. En 1993, interpretó a Hedril en «Dark Page», el séptimo episodio de la séptima temporada de Star Trek: The Next Generation (Star Trek: la nueva generación).

### Reconocimiento (1994–2001)
La película que catapultó su carrera fue Entrevista con el vampiro en 1994, basada en la novela de Anne Rice, en donde interpreta a la niña vampiresa Claudia, una hija sustituta de los personajes que interpretaron Tom Cruise y Brad Pitt. El filme recibió críticas ambivalentes en general, aunque muchos críticos elogiaron el papel de la actriz. Roger Ebert comentó que la interpretación de la vampiresa Claudia fue uno de los aspectos más «espeluznantes» de la película; además, remarcó su capacidad para transmitir la impresión de gran madurez dentro de su juventud. Todd McCarthy, de la revista Variety, apuntó que la actuación estaba «solamente bien» para los televidentes. La película contiene una escena en donde dio su primer beso, con Brad Pitt, dieciocho años mayor que ella. En una entrevista concedida a la revista Interview, reveló, cuando se le preguntó acerca de la escena del beso con Brad Pitt, que besarlo la hizo sentir incómoda: «Pensé que era asqueroso y que tenía 'piojos'. [En ese momento] Yo tenía diez años». Su papel le valió el premio MTV Movie por «Mejor interpretación revelación», el Saturn por «Mejor joven actriz», y su primera nominación a los Globos de Oro.

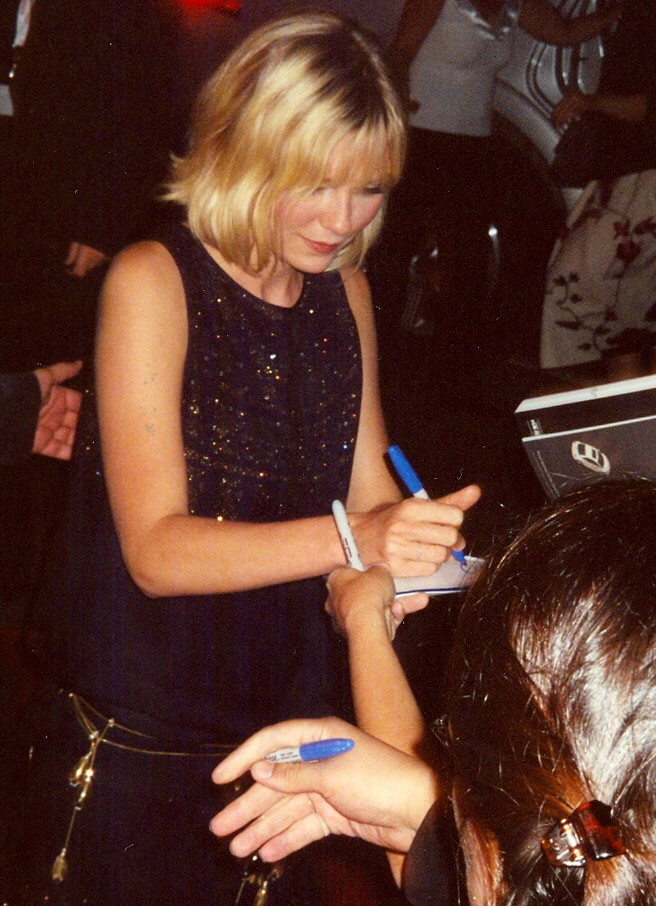
Dunst durante el Festival de Cine de Toronto de 2005.

Después apareció en la adaptación del drama Mujercitas (1994), donde interpretó a Amy March y trabajó junto a Winona Ryder y Claire Danes; la película recibió críticas favorables. Janet Maslin, de The New York Times, escribió que la película era la mejor adaptación de Little Women que se había hecho esa fecha y resaltó la actuación de Dunst: «El contraste perfecto para dar relevancia a Jo en la trama viene a partir de la escena estelar de Amy. Su vanidad y centelleantes diabluras cobran mucho más sentido al provenir de una niña traviesa de once años, comparándola con la actuación de la crecida Joan Bennett en 1933. La señorita Dunst, que también es aterradoramente perfecta como la bebé sanguijuela en Interview With the Vampire, es una niña vampiro con un gran futuro por delante».
En 1995, actuó en la película de fantasía Jumanji, basada en el libro del mismo nombre de Chris Van Allsburg. La historia trata sobre un juego de mesa sobrenatural y siniestro que hace que los animales y los riesgos de la selva aparezcan en la realidad al lanzar unos dados en el tablero. En la película formó parte de un elenco integrado por actores como Robin Williams, Bonnie Hunt y David Alan Grier. Tras su estreno, la película recaudó un total de 100 millones de dólares a nivel mundial. Ese mismo año fue nombrada como una de las 50 personas más bellas del mundo por la revista People, volviendo a aparecer en el listado de 2002. En 1996, tuvo un pequeño papel en la tercera temporada del drama médico de NBC, ER, donde caracterizó a una pequeña prostituta, Charlie Chiemingo, quien es asistida por el Dr. Doug Ross, personaje interpretado por George Clooney. En 1997, grabó la voz de la pequeña Anastasia en la película musical y animada del mismo nombre. En 1997 apareció también en la sátira política Wag the Dog, junto a Robert De Niro y Dustin Hoffman. El año siguiente, prestó su voz para el personaje de Kiki, una aprendiz de bruja de trece años de edad que abandona su pueblo natal para vivir un año sola, en la película de anime Majo no Takkyūbin (1998). También protagonizó la comedia de época de Sarah Kernochan, All I Wanna Do (1998), interpretando a una estudiante en un internado para niñas en la década de 1960, junto a Gaby Hoffmann, Rachael Leigh Cook y Lynn Redgrave. Escribiendo para The New York Times, A. O. Scott opinó que «la película es sorprendentemente agradable, gracias a actuaciones inteligentes y sin estereotipos – especialmente de Hoffmann y Dunst – y al evidente respeto y afecto del cineasta por sus personajes».
A manera de anécdota, tuvo la oportunidad de asumir el rol de Angela en la película dramática de 1999 American Beauty (Belleza americana), pero decidió rechazarlo porque no quería aparecer en las escenas sexuales e indecentes de la película, en la que también se besaría con Kevin Spacey. Al respecto explicó: «En el momento de leerlo [el diálogo], tenía quince años de edad y creo que no era lo suficiente madura como para entender ese tipo de escritura». Ese mismo año apareció al lado de Michelle Williams en la comedia Dick, considerada como una parodia de los eventos ocurridos en el escándalo Watergate, el cual condujo a la renuncia del Presidente de los Estados Unidos Richard Nixon. La siguiente película de Dunst fue el drama de Sofia Coppola, Las vírgenes suicidas (1999), basado en la novela homónima de Jeffrey Eugenides. Interpretó a Lux Lisbon, una de las problemáticas hijas adolescentes de Ronald Lisbon (James Woods). El filme se exhibió como una presentación especial en el Festival Internacional de Cine de San Francisco del año 2000. Según Metacritic, la película recibió críticas generalmente favorables. Peter Stack, crítico de San Francisco Chronicle, escribió en su reseña del filme que la actriz «pone en equilibrio su inocencia y perversidad de manera encantadora».

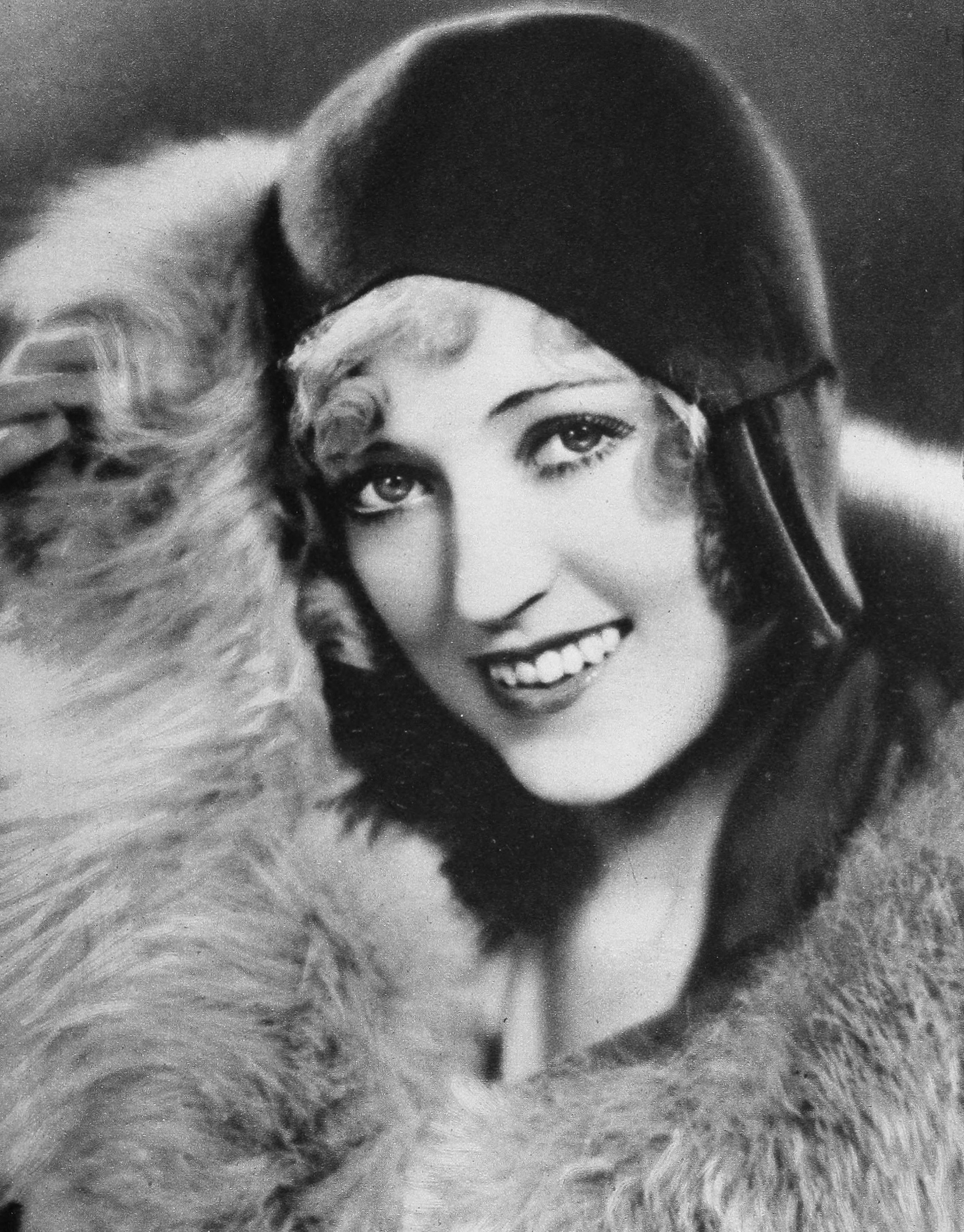
En 2001, Dunst interpretó a la actriz Marion Davies en The Cat's Meow. Su interpretación fue considerada como una de las mejores de su carrera hasta ese momento por Variety.

En 2000, caracterizó a Torrance Shipman, la capitana de un equipo de animadoras en Bring It On (Triunfos robados). La película obtuvo críticas en su mayoría positivas; y muchos críticos se reservaron elogios por su actuación. En su reseña, A. O. Scott la calificó como «una actriz cómica estupenda, en gran parte debido a su gran rango expresivo y la agilidad con la que puede pasar de la ansiedad a la agresión y al dolor genuino». Charles Taylor de Salon.com señaló que «entre las actrices adolescentes contemporáneas, Dunst se ha convertido en la parodista más soleada imaginable», aunque pensaba que la película no le había proporcionado un papel tan bueno como en Dick o en The Virgin Suicides. Jessica Winter del periódico The Village Voice elogió a Dunst, afirmando que su actuación fue «alegre y boba tal como su papel en Dick» y agregó que «[Dunst] proporciona el único elemento importante de Bring It On que juega como una parodia de retoques en lugar de una grosería astuta, estridente y de golpe de cuerpo». Peter Stack del San Francisco Chronicle, a pesar de darle a la película una crítica desfavorable, elogió a Dunst por su disposición «a ser tan tonta y empalagosa como se necesita para pasar una película chapucera». La cinta recaudó un total de 68 millones de dólares a nivel internacional.
Al año siguiente, protagonizó la comedia para adolescentes Get Over It (2001). Después explicó que una de las razones para haber aceptado dicho papel era que se le había dado la oportunidad de cantar. También en 2001, representó a la desaparecida actriz estadounidense Marion Davies en The Cat's Meow (2001). La película, dirigida por Peter Bogdanovich, fue descrita por Derek Elley de Variety, como «alegre y elegante», recalcando que era la mejor actuación que Dunst había hecho hasta la fecha: «Creíble —tanto como una ingenua consentida como una amante de dos hombres muy diferentes— Dunst ofrece un personaje juguetón con una simpatía y carácter encomiables». En la reseña de Esquire, Tom Carson catalogó su interpretación como «estupenda». Por su trabajo ganó el premio de la categoría de Silver Ombú por «Mejor actriz» en el Festival Internacional de Cine de Mar del Plata de 2002. También ese mismo año interpretó el papel protagonista junto con Jay Hernández en la película Crazy/Beautiful, en la que asumía el papel de la problemática hija de un congresista que se enamora del personaje de Hernández.

### Estrellato conSpider-Many comedias (2002–2009)

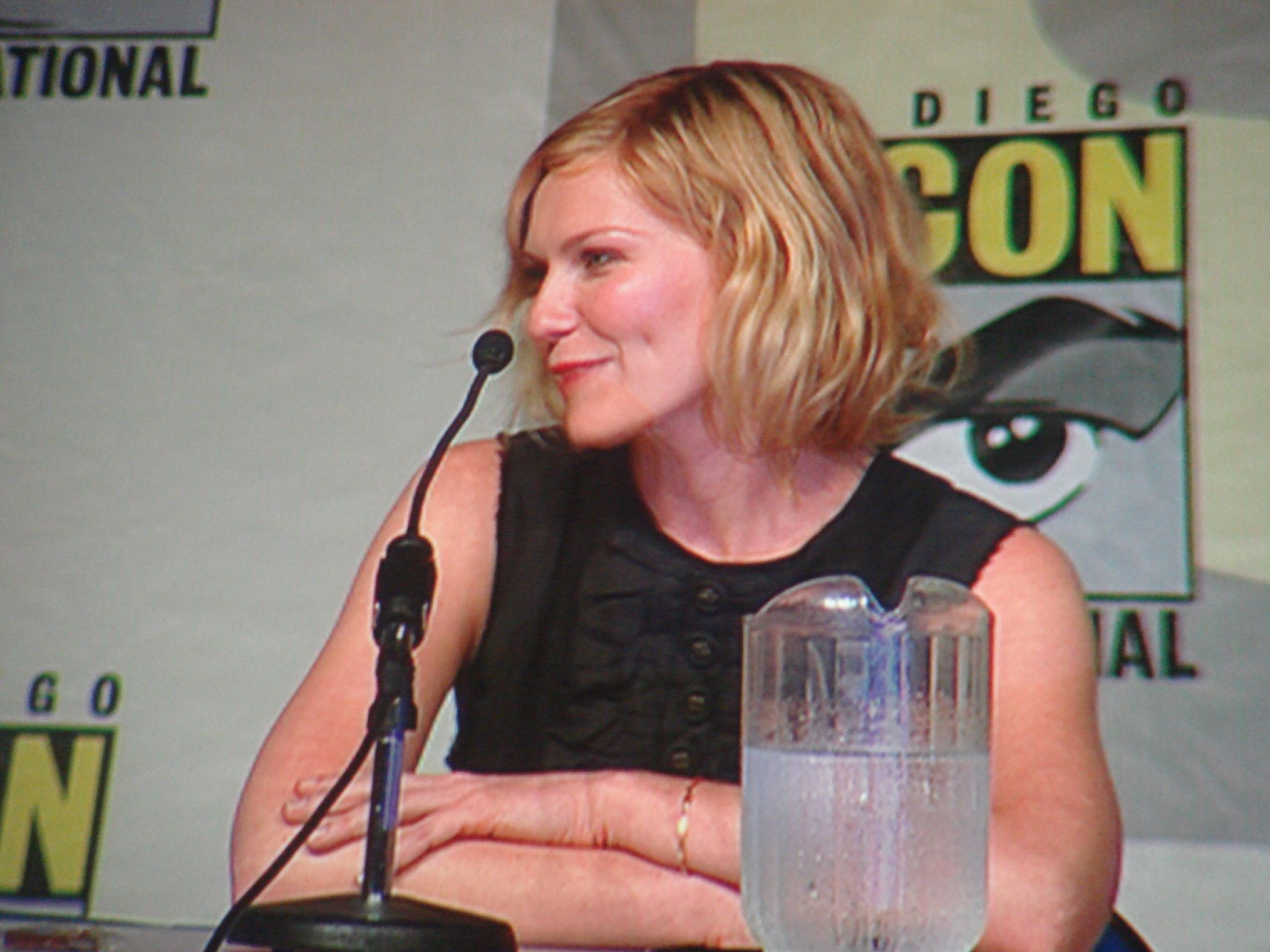
Dunst en el Comi-Con de San Diego de 2006.

En la película del superhéroe Spider-Man de 2002, la más exitosa de su carrera hasta la fecha, dirigida por Sam Raimi, interpretó a Mary Jane Watson, la mejor amiga e interés romántico del personaje principal, interpretado por Tobey Maguire. Owen Gleiberman de Entertainment Weekly remarcó su habilidad en «añadir hasta la más pequeña línea divertida de esa música coqueta». En la reseña de Los Angeles Times, el crítico Kenneth Turan notó que Dunst y Maguire tuvieron una verdadera conexión en la pantalla, concluyendo que su relación envuelve a la audiencia a un nivel raramente visto en las películas. Spider-Man fue un verdadero éxito comercial y crítico. La película recaudó 114 millones de dólares durante su primer fin de semana de proyección en Norteamérica y pasó a ganar 822 millones mundialmente.
Después del éxito obtenido con Spider-Man, apareció en el drama independiente Levity (2003), donde tuvo un papel de reparto. En este mismo año protagonizó Mona Lisa Smile (La sonrisa de Mona Lisa) (2003), formando parte de un reparto que incluyó a Julia Roberts, Maggie Gyllenhaal y Julia Stiles. El filme provocó generalmente críticas negativas; Manohla Dargis del periódico Los Angeles Times la describió como «petulante y reductiva». Después apareció como Mary Svevo en Eternal Sunshine of the Spotless Mind (Olvídate de mí) (2004), junto a Jim Carrey, Kate Winslet y Tom Wilkinson. La misma fue aclamada por la crítica; Entertainment Weekly describió su actuación secundaria como «ingeniosa e inteligente». Tras su estreno, recaudó 72 millones de dólares a nivel mundial.
El éxito de la primera película de Spider-Man le llevó a retomar su papel en la secuela de 2004, Spider-Man 2. El filme se mantuvo estable en cuanto a las críticas, y resultó ser un gran éxito financiero, rompiendo un nuevo récord en taquilla en cuanto a la primera semana de proyección para Norteamérica. Con ingresos de 783 millones de dólares en todo el mundo, se convirtió en la segunda película más taquillera de 2004. Ese año, apareció en la comedia romántica Wimbledon, un filme en donde caracterizó a una jugadora de tenis del Campeonato de Wimbledon junto a Paul Bettany, quien interpreta a una antigua estrella de tenis casi olvidada. La recepción de la película fue dividida, pero muchos críticos disfrutaron de la actuación de la actriz; Claudia Puig, de USA Today, reportó que la química entre Dunst y Bettany había sido potente, con Dunst haciendo un buen trabajo como una jugadora descarada y segura de sí misma.
En 2005, apareció como la asistente de vuelo Claire Colburn, con Orlando Bloom, en Elizabethtown, una película escrita y dirigida por Cameron Crowe. La película se estrenó en 2005 en el Festival Internacional de Cine de Toronto. La actriz reveló que trabajar con Crowe había sido agradable, pero más exigente de lo que ella esperaba en un inicio. La película obtuvo críticas variadas; Chicago Tribune la evaluó con una de cuatro estrellas y catalogó de «empalagosa» su actuación como asistente de vuelo. De igual forma, Elizabethtown no obtuvo buenos resultados a nivel comercial.

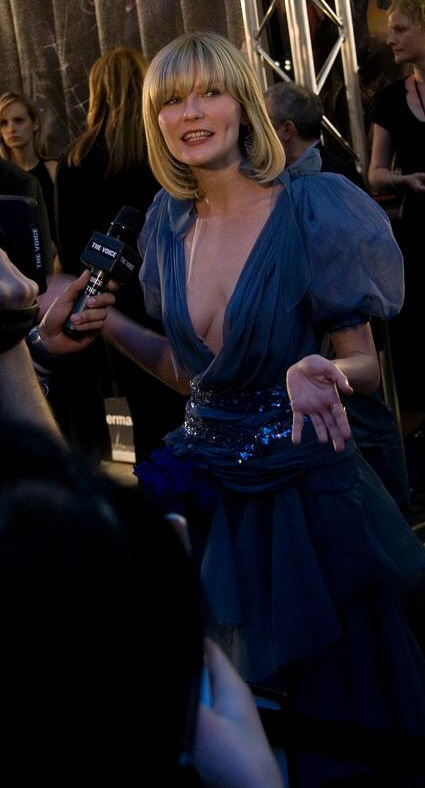
Dunst en la premier de Spider-Man 3 en Estocolmo, Suecia, en abril de 2007.

Su siguiente papel en una película fue el del personaje principal de la película biográfica de 2006 Marie Antoinette (Maria Antonieta). Siendo una adaptación de la novela de Antonia Fraser, Marie Antoinette: The Journey, fue la segunda ocasión en la que fue dirigida por Sofia Coppola. La cinta se proyectó como una presentación especial en el Festival de Cannes de 2006, recibiendo críticas favorables en particular. Los ingresos internacionales se estimaron de 45 a 60 millones de dólares en general.
En 2007 volvió a interpretar a Mary Jane Watson, en Spider-Man 3. A diferencia de los comentarios positivos recibidos en las otras dos películas, Spider-Man 3 se encontró con una recepción variada por parte de los críticos. No obstante, con un total de 891 millones de dólares en ingresos de taquilla se posicionó como la más exitosa de la serie cinematográfica, así como la más taquillera de Dunst a finales de 2008. Después de haber firmado inicialmente por tres películas de Spider-Man, reveló que tenía intenciones de volver a retomar el rol de Mary Jane solamente si Raimi y Maguire regresaban. En enero de 2010 se anunció que la franquicia Spider-Man comenzará de nuevo; no obstante, Dunst, Maguire y Raimi no participarán otra vez en la serie.
En la película de 2008 How to Lose Friends and Alienate People apareció al lado de Simon Pegg. La película es una adaptación de la autobiografía del mismo nombre del exeditor y colaborador de la revista Vanity Fair Toby Young. Dunst se unió al proyecto porque, como después reveló, se había anunciado que Pegg saldría en ella.

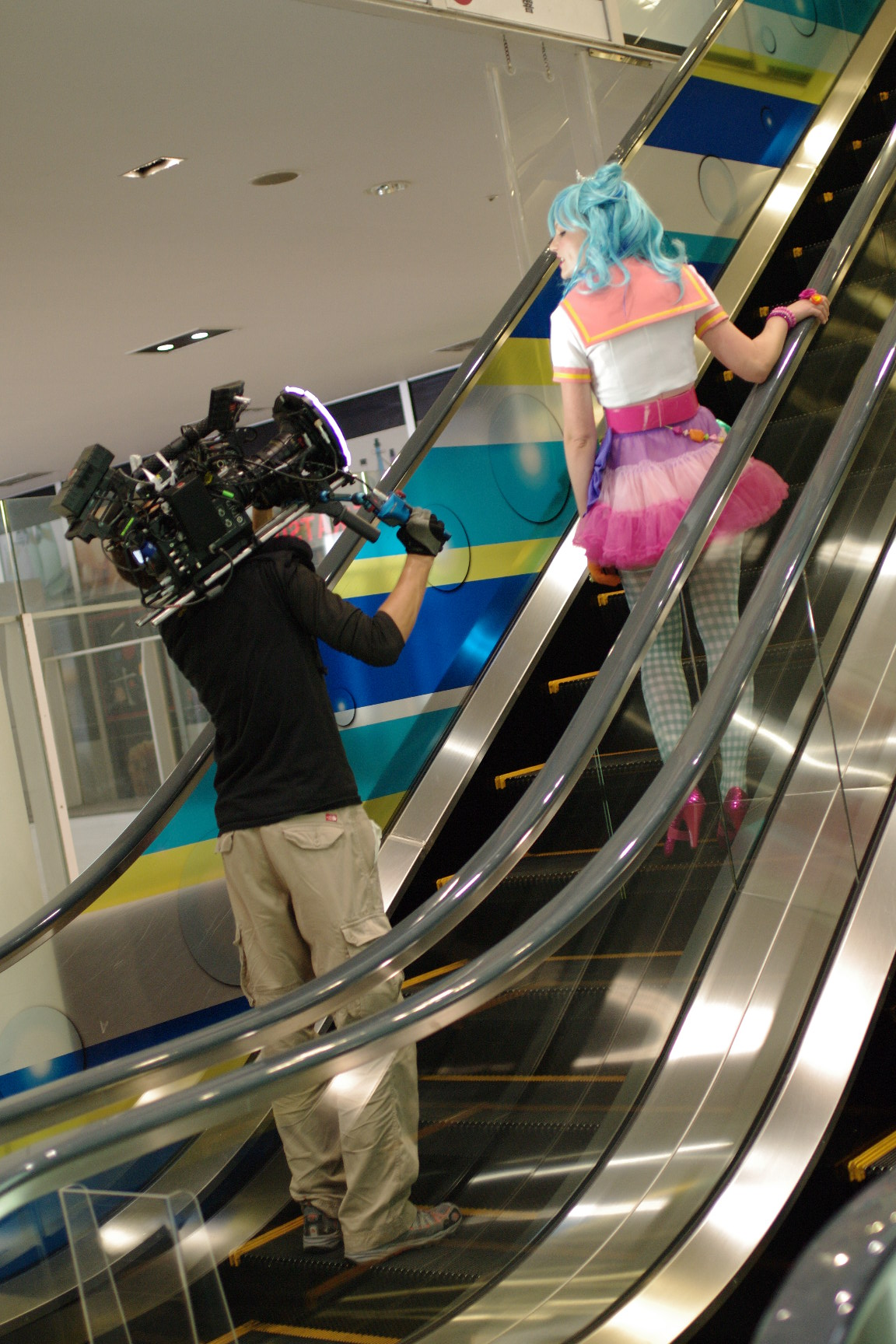
Dunst filmando Akihabara Majokko Princess

Igualmente, accedió a participar en All Good Things, asumiendo el papel estelar junto con Ryan Gosling, donde interpretó a una mujer de un destartalado barrio que desaparece.
También aceptó actuar en Sweet Relief como la activista por la paz Marla Ruzicka, una colaboradora estadounidense asesinada por una bomba suicida en Bagdad. En 2007 mostró su interés por interpretar el papel de la vocalista de Blondie, Debbie Harry, en la próxima película biográfica de la banda dirigida por Michel Gondry. Además, protagonizó con Jim Sturgess la cinta Upside Down en 2011 y la película de Lars von Trier Melancholia, gracias a la cual ganó el premio a la mejor actriz otorgado por el Festival de Cannes.

### 2016 y nuevos trabajos
Dunst tuvo dos estrenos cinematográficos en 2017. Actuó junto a Colin Farrell, Nicole Kidman y Elle Fanning en el drama The Beguiled, que marcó su tercera colaboración con Sofia Coppola, quien escribió y dirigió la película. Es una nueva versión de la película del mismo nombre de Don Siegel de 1971 sobre un soldado de la Unión herido que busca refugio en una escuela para niñas en los Estados Confederados. Rotten Tomatoes le dio a la película un índice de aprobación del 79% que fue "animado por las sólidas actuaciones del elenco". Matthew Norman, del Evening Standard, también tomó nota de las interpretaciones "impecables" y escribió: "Dunst le da la medida ideal de anhelo físico en espiral a su remilgada solterona".
Luego, Dunst protagonizó el thriller psicológico Woodshock, escrito y dirigido por sus amigas, Kate y Laura Mulleavy, fundadoras de la marca de moda Rodarte. La película trata sobre una mujer que cae más profundamente en la paranoia después de tomar una droga mortal. Los Mulleavy se acercaron personalmente a Dunst para el papel principal, lo que le dio a Dunst una "red de seguridad emocional" durante la filmación. Se preparó para el papel en el transcurso de un año, realizando experimentos de sueños para tratar de habitar el estado mental del personaje. Tras su estreno, la película fue impopular entre los críticos. Katie Rife de The A.V. Club reconoció la cinematografía "sofisticada", pero pensó que "el desarrollo y la motivación del personaje son prácticamente inexistentes, y la trama, que ya es delgada, lleva la ambigüedad al punto de la incoherencia". Guy Lodge de Variety compartió una opinión similar con el personaje, escribiendo "Dunst tiene forma para interpretar una depresión irremediablemente invertida con un efecto fascinante, pero el guión de Mulleavy apenas le da una paleta emocional o intelectual tan compleja con la que trabajar".
En 2019, Dunst protagonizó la serie de televisión de comedia negra de Showtime On Becoming a God in Central Florida, que se estrenó en agosto de ese año. Por su papel, fue nominada a un Globo de Oro a la Mejor Actriz y a un Premio Critics Choice a la Mejor Actriz en una Serie de Comedia. En septiembre de 2019, Showtime renovó la serie para una segunda temporada,pero finalmente la canceló al año siguiente debido a la pandemia de COVID-19.
Dunst coprotagonizó con su compañero Jesse Plemons la película de Jane Campion The Power of the Dog, distribuida por Netflix, y tuvo un estreno limitado en los cines de Estados Unidos el 17 de noviembre de 2021. Por esta película recibió en el año 2022 nominaciones al Premio de la Academia y al Globo de Oro a la Mejor Actriz de Reparto.

## Carrera musical
Hizo su debut como cantante en la película de 2001 Get Over It, interpretando dos canciones escritas por Marc Shaiman. También prestó su voz para los créditos finales de The Cat's Meow, cantando «After You've Gone», un jazz estándar de Henry Creamer y Turner Layton. En Spider-Man 3, canta dos canciones como parte de su papel de Mary Jane Watson, una durante la escena de su actuación en Broadway, y otra como la cantante camarera en un club de jazz. La actriz reveló que grabó las canciones antes y después de realizar el playback cuando la filmación empezó. También apareció en el video musical de la canción de Savage Garden «I Knew I Loved You», y cantó dos pistas, «This Old Machine» y «Summer Day», en el álbum de 2007 de Jason Schwartzman, Nighttiming. En una entrevista con The Advertiser, explicó que no tiene planes para seguir los pasos de actores como Russell Crowe o Toni Collette para lanzar un álbum, diciendo: «Definitivamente no. De ninguna manera. Funcionó cuando Barbra Streisand lo hacía, pero ahora es un poco cursi, pienso yo. Funciona mejor cuanto los cantantes están en películas».
Dunst protagonizó como la princesa mágica Majokko en el corto dirigido por Takashi Murakami y McG Akihabara Majokko Princess cantando una versión de «Turning Japanese». Esto fue mostrado en la exhibición Pop Life en el museo Tate Moderno de Londres. Se muestra a la actriz bailando alrededor de Akihabara, un distrito comercial concurrido en Tokio.

## Vida personal

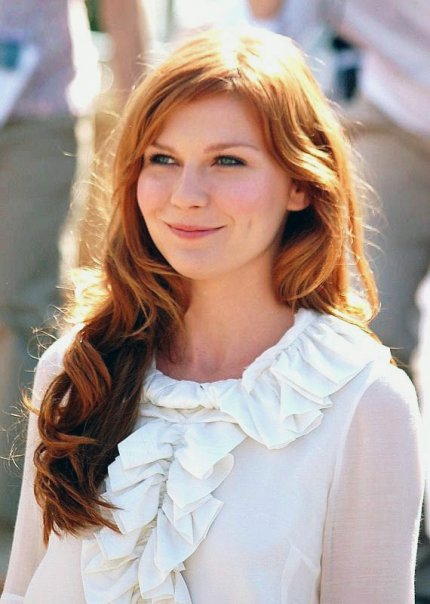
Dunst en el estreno de Marie Antoinette, en el Festival de Cannes.

Sobre tendencias electorales, apoyó al candidato demócrata John Kerry en las elecciones presidenciales de Estados Unidos de 2004. Cuatro años después, apoyó al demócrata Barack Obama en la elección presidencial de 2008. Reveló que apoyó a Obama «desde el principio» de la campaña presidencial. Para fundamentar lo anterior, dirigió y redactó un documental titulado Why Tuesday (Por qué martes), explicando la tradición de Estados Unidos de votar los días martes. Explicó que el martes «no es un día festivo, y Estados Unidos es uno de los países más democráticos en cuanto a la participación de los votantes». Además, comentó que era importante «guiar a la gente a un buen camino» para votar el 4 de noviembre.
Sus obras de caridad incluyen su participación en la Elizabeth Glaser Pediatric AIDS Foundation, en donde ayudó a diseñar y promover un collar, cuyos ingresos de ventas fueron donados a la fundación Glaser. Ha ayudado además a hacer frente al cáncer de mama; en septiembre de 2008 participó en el teletón Stand Up to Cancer para ayudar a recaudar fondos para acelerar la investigación sobre el cáncer. El 5 de diciembre de 2009 participó en el Teletón de México, para ayudar a recaudar fondos y así tratar el cáncer y la rehabilitación de niños.
Ha confirmado que fue tratada por depresión a principios de 2008. Buscó tratamiento en el centro de tratamiento Cirque Lodge, ubicado en Utah. Luego explicó que se había sentido así durante seis meses antes de acudir a rehabilitación. En marzo salió del centro de tratamiento y empezó a filmar All Good Things. En mayo hizo pública esta información para destacar la lucha que enfrentan otras muchas mujeres exitosas y para desmentir los rumores falsos que habían sido muy dolorosos para su familia.

### Relaciones
Desde 2002 a 2004 estuvo saliendo con el actor Jake Gyllenhaal.
En octubre de 2011 comenzó una relación con el actor y músico Garrett Hedlund durante el rodaje de la película On the Road la cual protagonizaron juntos (siendo oficial en 2012). Dicha relación duró cuatro años y llegaron a comprometerse pero en abril de 2016 cancelaron el compromiso por tener diferentes personalidades y expectativas para el futuro, separándose en buenos términos.
Comenzó a salir con el actor Jesse Plemons en junio de 2016. Se comprometieron un año más tarde. En febrero de 2018, se confirmó su primer embarazo. La actriz dio a luz a su primer hijo, un varón llamado Ennis Howard Plemons, el 3 de mayo de 2018. En marzo de 2021 anunció que estaba embarazada por segunda vez de otro varón. En mayo de 2021 nació su segundo hijo, James Robert Plemons. En julio de 2022 hicieron público que se habían casado.

## Premios y distinciones
Premios Óscar
| Año  | Trabajo              | Categoría               | Resultado | Ref.    |
| ---- | -------------------- | ----------------------- | --------- | ------- |
| 2022 | The Power of the Dog | Mejor actriz de reparto | Nominada  | [ 111 ] |

Premios Globo de Oro
| Año  | Trabajo                              | Categoría                             | Resultado | Ref.    |
| ---- | ------------------------------------ | ------------------------------------- | --------- | ------- |
| 1994 | Interview with the Vampire           | Mejor actriz de reparto               | Nominada  | [ 112 ] |
| 2015 | Fargo                                | Mejor actriz de miniserie o telefilme | Nominada  | [ 112 ] |
| 2019 | On Becoming a God in Central Florida | Mejor actriz - Comedia o musical      | Nominada  | [ 113 ] |
| 2022 | The Power of the Dog                 | Mejor actriz de reparto               | Nominada  | [ 114 ] |

Premios Primetime Emmy
| Año  | Trabajo | Categoría                            | Resultado | Ref.    |
| ---- | ------- | ------------------------------------ | --------- | ------- |
| 2015 | Fargo   | Mejor actriz - Miniserie o telefilme | Nominada  | [ 115 ] |

Premios del Sindicato de Actores
| Año  | Trabajo              | Categoría               | Resultado | Ref.    |
| ---- | -------------------- | ----------------------- | --------- | ------- |
| 2017 | Hidden Figures       | Mejor reparto           | Nominada  | [ 116 ] |
| 2022 | The Power of the Dog | Mejor actriz de reparto | Nominada  | [ 117 ] |

Festival Internacional de Cine de Cannes
| Año  | Categoría    | Película   | Resultado | Ref.    |
| ---- | ------------ | ---------- | --------- | ------- |
| 2011 | Mejor actriz | Melancolía | Ganadora  | [ 118 ] |

Premios Sant Jordi
| Año  | Categoría                           | Película   | Resultado | Ref.    |
| ---- | ----------------------------------- | ---------- | --------- | ------- |
| 2011 | Mejor actriz en película extranjera | Melancolía | Ganadora  | [ 119 ] |